# Westphalie
 (septembre 2024).

Le cheval de Saxe comme blason historique de Westphalie.

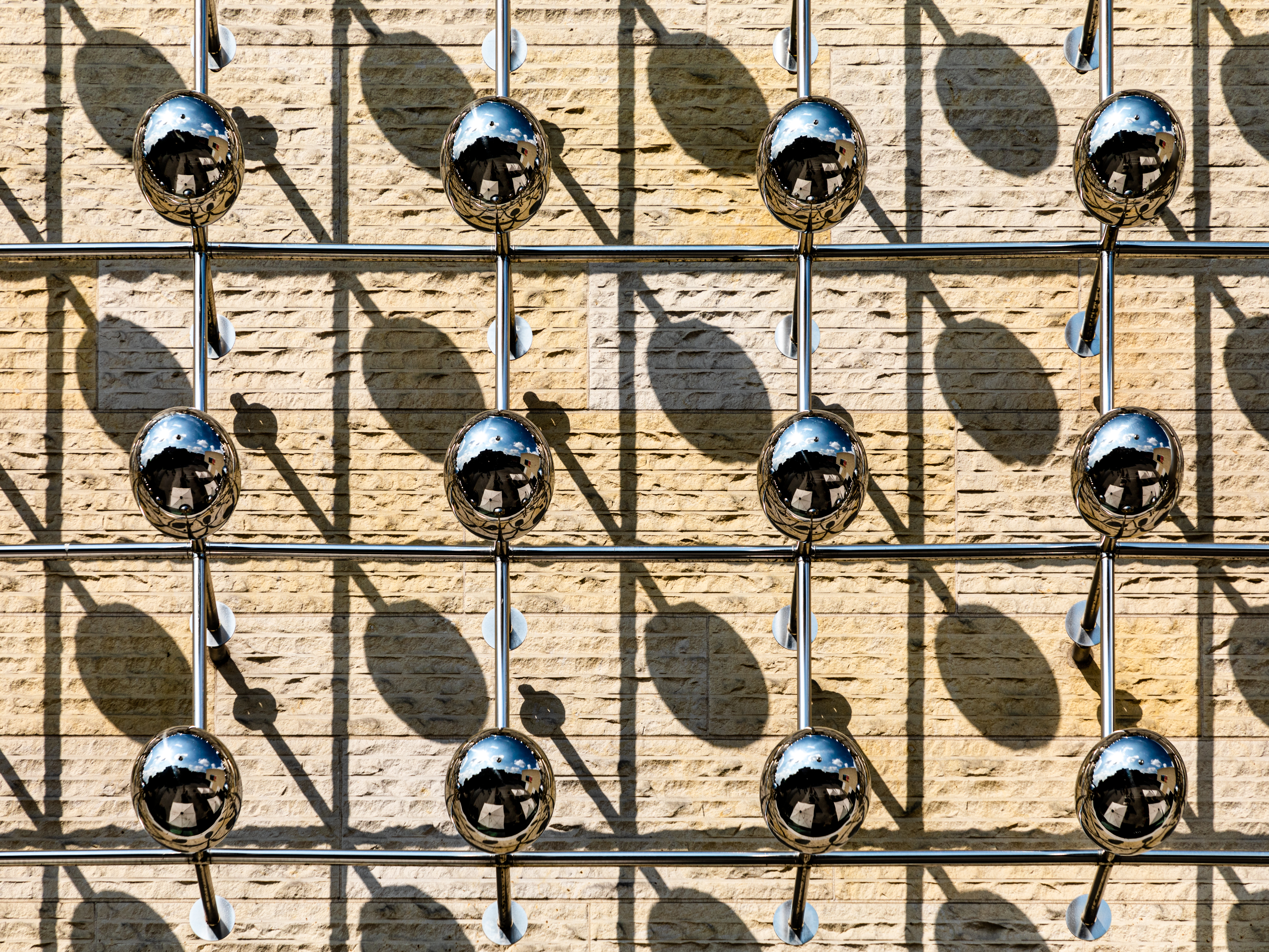
Silberne Frequenz, une sculpture du musée LWL d'art et de culture, à Münster, en Westphalie. Aout 2022.

La Westphalie (en allemand : Westfalen) est une région historique d'Allemagne, comprise entre la Weser et le Rhin inférieur. Dans la période actuelle, elle forme la partie nord-est du Land de Rhénanie-du-Nord-Westphalie avec des régions voisines en Basse-Saxe (Osnabrück, Bentheim et Pays de l'Ems) dans lesquelles le westphalien est parlé.
La région tire son nom des Westphales, la plus occidentale des trois grandes tribus de la Saxe primitive (les autres étant les Ostphales et les Angrivarii) mentionnés dans les Annales regni Francorum vers l'an 775. Un comte de Westphalie, résident à Werl dans le duché de Saxe, est évoqué en 955. Les nobles westphaliens ont participé à la révolte des Saxons contre le roi Henri IV du Saint-Empire au cours des années 1073-1075; cent ans plus tard, en 1180, l'empereur Frédéric Barberousse destitua le duc Henri le Lion et conféra à l'archevêque de Cologne le titre de Duc de Westphalie.

3 entités connues de Westphalie en surimpression sur la carte actuelle de l'Allemagne :
Vert : royaume de Westphalie (1807-1813)
Rouge : province de Westphalie (1815-1946)
grisé : Rhénanie-du-Nord-Westphalie (1946-)

Le fleuve Weser a été déterminé comme la frontière orientale dans un contrat conclu entre la principauté archiépiscopale de Cologne et le duché de Brunswick-Lunebourg en 1260. La région est décrite de façon détaillée dans la Chronique de Nuremberg publiée en 1493. La Westphalie a souvent changé d'étendue, ainsi que de forme de gouvernement. Ainsi elle a été successivement :
- un duché à partir de 1180 : voir duché de Westphalie ;
- un cercle du Saint-Empire romain germanique à partir de 1512 : voir cercle du Bas-Rhin-Westphalie ;
- un des royaumes de la confédération du Rhin 1807–1813 : voir royaume de Westphalie ;
- une province des États prussiens 1815-1946 : voir province de Westphalie ;
- un des Länder allemands actuels : voir Rhénanie-du-Nord-Westphalie.

De même, elle a tour à tour appartenu aux ducs de Saxe, aux archevêques de Cologne, à l'Empire français et à la Prusse. C'est dans ce pays que furent signés les traités de Westphalie qui conclurent en 1648 la guerre de Trente Ans.

## Utilisations du nom
- La Westphalie est la région d'origine du héros du conte philosophique de Voltaire, Candide (1759).
- La municipalité brésilienne de Westfália, dans l'État de Rio Grande do Sul, tire son nom de la Westphalie, d'où provenaient ses premiers immigrants.

## Source
Marie-Nicolas Bouillet  et Alexis Chassang (dir.), « Westphalie » dans Dictionnaire universel d’histoire et de géographie, 1878 (lire sur Wikisource)
- Information et ressources de l'histoire de Westphalie sur le portail internet "Westfälische Geschichte"